# Four Seasons Hotel & Private Residences Denver
Le Four Seasons Hotel & Private Residences Denver est un gratte-ciel de 195 mètres de hauteur construit dans le Quartier d'affaires de Denver de 2007 à 2010. Sans l'antenne, la hauteur de l'édifice est de 172 mètres.
C'est le quatrième plus haut gratte-ciel de Denver.
Il abrite des logements et un hôtel de la chaîne Four Seasons Hotel sur 45 étages pour une surface de plancher de 71 209 m2.
Les architectes sont l'agence d'architecture Carney Architects et l'agence HKS, Inc.
Le promoteur ('developper') est la société  Teatro Tower LLC.
La construction du bâtiment a coûté 350 millions de $, ce qui en fait l'immeuble privé le plus coûteux jamais construit à Denver.